# Diamant (trein)
De Diamant was een Europese internationale trein voor de verbinding Dortmund - Antwerpen. De naam verwijst naar de in Antwerpen gevestigde diamanthandel.

## Geschiedenis
In 1963 introduceerde de Deutsche Bundesbahn de FT 25/26 Diamant tussen Antwerpen en de West-Duitse hoofdstad Bonn, deze trein werd gereden met een VT 08. Door problemen met de dienstuitvoering werd de route al na een jaar ingekort tot Antwerpen Keulen, waarbij in Keulen aansluiting was op de Merkur. Op 30 mei 1965 is de Diamant opgewaardeerd tot Trans Europ Express, waarbij het Duitse traject werd verlengd tot Dortmund. Vanaf 30 mei 1976 is deze dienst overgenomen door een D-trein met twee klassen. De Diamant keerde in 1979 terug als binnenlandse TEE tussen Hamburg en München, waarbij het oorspronkelijke traject van de TEE Blauer Enzian gevolgd werd. In 1981 is de Diamant opgeheven.

## Trans Europ Express
De Diamant ging van start onder de treinnummers TEE 25 westwaarts en TEE 26 oostwaarts. Op 23 mei 1971, bij de invoering van de nieuwe Europese treinnummers, werd TEE 25 gewijzigd in TEE 42 en TEE 26 gewijzigd in TEE 43.

### Rollend materieel

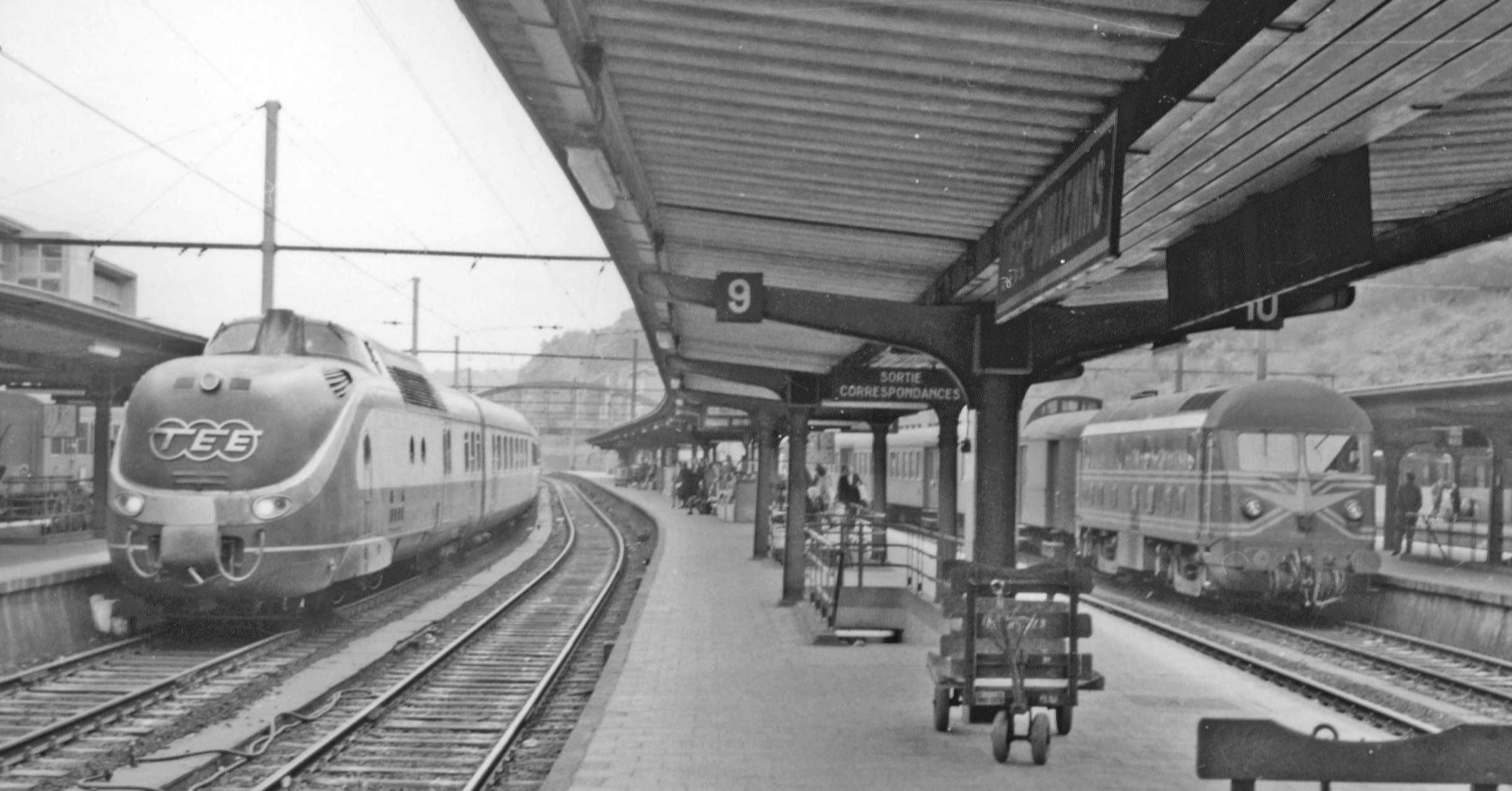
Diamant in Luik, augustus 1961

De Diamant gebruikte de VT 11.5-treinstellen van de DB, die waren vrijgekomen door de omschakeling van de TEE Helvetia op getrokken rijtuigen. De route was tot Brussel de oorspronkelijke route van de TEE Saphir. Op 26 september 1971 werd omgeschakeld op getrokken materieel, waarbij de trein bestond uit 1 Ap, 2 Av en 1 WR van het type Rheingold. Op 28 mei 1972 werd de WR vervangen door een AR en op 3 juni 1973 verviel één coupérijtuig (Av). De trein werd in Duitsland getrokken door de  serie 103 in België door de reeks 16.

### Route en dienstregeling
De dienstregeling was tussen Brussel en Dortmund spiegelbeeldig aan die van de TEE Saphir. De spoorlijn tussen Aken en Luik werd op dat moment geëlektrificeerd zodat tussen Keulen en Luik gekoppeld werd gereden met de TEE Parsifal. TEE 26 werd tussen Luik en Aken omgeleid via Montzen, zodat alleen TEE 25 in Herbesthal en Verviers stopte.

#### 1965
| TEE 25 | land      | station       | km  | TEE 26 |
| ------ | --------- | ------------- | --- | ------ |
| 16:35  | Duitsland | Dortmund      | 0   | 12:08  |
| 16:48  | Duitsland | Bochum        | 19  | 11:53  |
| 17:00  | Duitsland | Essen         | 34  | 11:41  |
| 17:18  | Duitsland | Duisburg      | 54  | 11:25  |
| 17:33  | Duitsland | Düsseldorf    | 77  | 11:09  |
| 18:09  | Duitsland | Keulen        | 117 | 10:41  |
| 18:55  | Duitsland | Aken          | 187 | 09:56  |
| 19:53  | België    | Luik          | 242 | 09:04  |
| 20:53  | België    | Brussel Noord | 342 | 08:04  |
| 21:30  | België    | Antwerpen     | 387 | 07:27  |

Vanaf 26 september 1965 werd weer in beide richtingen via Verviers gereden en TEE 26 stopte nu ook in Verviers en Herbesthal. De reizigers aantallen tussen Antwerpen en Brussel vielen echter tegen zodat besloten werd om het Belgische eindpunt te verleggen naar Brussel-Zuid. Op 22 mei 1966 werd deze wijziging doorgevoerd, tevens is toen de stop in Herbestahl vervallen. Op 29 september 1968 volgde een inkorting aan de Duitse kant waarbij niet verder gereden werd dan Keulen. Op 31 mei 1970 werd de route verlengd tot Hannover, waarbij de TEE 25 via Bielefeld - Dortmund - Hagen en Wuppertal-Elberfeld Keulen bereikte. In België kreeg TEE 25 nog een extra stop in Schaarbeek, TEE 26 sloeg Schaarbeek en Dortmund over. Vanaf 26 september 1971 werd Schaarbeek geschrapt maar stopte de trein weer in beide richtingen in Dortmund.
Op 3 juni 1973 volgde weer een inkorting tot het traject Brussel - Keulen. Schaarbeek keerde op 26 mei 1974 terug als stop voor TEE 42 maar verviel op 1 juni 1975 definitief. Op 29 mei 1976 verdween de TEE Diamant voor drie jaar uit de dienstregeling. Op 27 mei 1979 reed de TEE Diamant weer, nu als binnenlandse Duitse TEE en alleen op werkdagen.

#### 1979
| TEE 81 | land      | station                | km  | TEE 80 |
| ------ | --------- | ---------------------- | --- | ------ |
| 07:14  | Duitsland | station Hamburg Altona | 0   | 22:45  |
| 07:21  | Duitsland | Hamburg Dammtor        | 5   | 22:37  |
| 07:30  | Duitsland | Hamburg Hbf            | 7   | 22:29  |
| 09:00  | Duitsland | Hannover Hbf           | 185 | 21:07  |
| 09:57  | Duitsland | station Göttingen      | 293 | 20:00  |
| 10:49  | Duitsland | station Bebra          | 374 | 19:08  |
| 12:28  | Duitsland | Würzburg               | 542 | 17:30  |
| 13:29  | Duitsland | Nürnberg               |     | 16:33  |
| 14:34  | Duitsland | Augsburg Hbf           | 758 | 15:18  |
| 15:04  | Duitsland | München Hbf            | 820 | 14:49  |

Op 27 mei 1981 eindigde de TEE dienst. De naam Diamant is tussen 29 mei 1988 en 1 juni 1991 nog gebruikt voor de intercity IC 112-113 tussen Hamburg en Stuttgart via Keulen.